# Martín Schusterman

a Compétitions nationales et continentales officielles uniquement.

b Matchs officiels uniquement.
Dernière mise à jour le 9 septembre 2018.
Martín Schusterman, né le 13 septembre 1975 à San Juan (Argentine), est un joueur de rugby argentin, évoluant au poste de troisième ligne aile pour l'équipe d'Argentine (1,89 m et 101 kg).

## Carrière

### En club
- San Isidro  Argentine
- Plymouth Albion  Angleterre 2003-2006
- Leeds Carnegie  Angleterre 2006-2008

### En équipe nationale
Martin Schusterman a connu 17 sélections internationales en équipe d'Argentine depuis 2003. Il a eu sa première cape le 27 avril 2003 contre l'équipe du Paraguay.

## Statistiques en équipe nationale
- 17 sélections en équipe d'Argentine
- 5 points (1 essai)
- Sélections par saison : 2 en 2003, 4 en 2004, 4 en 2005, 4 en 2006 et 3 en 2007.
- Participation à la Coupe du monde de rugby : 2007 (1 match)